# Silvio Passerini
Silvio Passerini (1469. – 1529.) bio je talijanski kardinal.

## Životopis
Rođen je u Cortoni u obitelji oca Rosada Passerinija i majke Margerite del Braca. Odgajao se i školovao na dvoru Lorenza Medicija u Firenci. Tamo se sprijateljio s Lorenzovim sinom Ivanom, koji će kasnije postati papa Lav X. Kasnije je postigao doktorat iz oba prava. Godine 1517. postao je kardinal.
Kortonskim biskupom imenovan je 1521. te na toj dužnosti ostaje do smrti. Bio je apostolski upravitelj Barcelone (1525.–1529.) i Asiza (1526.–1529.). Zbog slabljenja moći obitelji Medici napušta Cortonu. Bio je pokrovitelj raznih talijanskih umjetnika. Umro je 1529. godine te je sahranjen u rimskoj bazilici sv. Lovre.

### Članci
- Novak, Zrinka. 2020. Iz rapske crkvene prošlosti. Prilog životopisu rapskoga biskupa Vincenta Negusantija (1514. – 1567.). Croatica Christiana periodica. Sveučilište u Zagrebu - Katolički bogoslovni fakultet. Zagreb. 44 (86): 59–86